# Philippe Lefebvre (Organist)
Philippe Lefebvre (* 2. Januar 1949 in Roubaix) ist ein französischer Organist.

## Leben
Lefebvre begann seine Karriere als Organist in Marcq-en-Barœul. Auf Empfehlung von Pierre Cochereau hin studierte er ab seinem 16. Lebensjahr am Konservatorium von Lille und später am Conservatoire national supérieur de musique et de danse de Paris Orgel, Improvisation und Komposition. Mit 19 Jahren wurde er zum Titularorganisten an der Kathedrale von Arras ernannt; einige Monate später gab Lefebvre sein erstes Konzert an der Kathedrale Notre-Dame de Paris. 1971 gewann er am Pariser Konservatorium den ersten Preis in den Bereichen Orgelspiel und Improvisation, später die ersten Preise in den Bereichen Kontrapunkt und Fuge.
Außerdem gewann Lefebvre 1972 den „Prix de la Fondation de la Vocation“, den ersten Preis im Bereich Improvisation beim internationalen Orgelwettbewerb in Lyon sowie den großen Preis im Fach Improvisation beim internationalen Orgelwettbewerb in Chartres. 1976 wurde er zum Titularorganisten an der Kathedrale von Chartres ernannt.
Seit 1985 nun ist Philippe Lefebvre – ebenso wie Olivier Latry und Vincent Dubois – Titularorganist an der Kathedrale Notre-Dame de Paris. Außerdem ist er hauptverantwortlich für die Kirchenmusik an der Notre Dame de Paris, was Proben mit der Chorschule, die Ausbildung professioneller Sänger sowie sämtliche sonstige musikalische Aktivitäten beinhaltet.
Von 1980 bis 2003 war Lefebvre Direktor des Konservatoriums von Lille. Seit 2002 unterrichtet er Orgelimprovisation am Conservatoire de Paris.

## Tondokumente
- Louis Vierne: Messe solennelle pour deux orgues et choeur opus 16
- Jean-Pierre Leguay: Missa Deo Gratias
- Bach à Notre-Dame de Paris, P.Lefebvre aux Grands Orgues

| Vorgänger        | Amt | Nachfolger |
| ---------------- | --- | ---------- |
| Pierre Cochereau | Titularorganist von Notre Dame de Paris seit 1985 (gemeinsam mit Olivier Latry Jean-Pierre Leguay Yves Devernay († 1990)) | —          |

| Personendaten    | Personendaten          |
| ---------------- | ---------------------- |
| NAME             | Lefebvre, Philippe     |
| KURZBESCHREIBUNG | französischer Organist |
| GEBURTSDATUM     | 2. Januar 1949         |
| GEBURTSORT       | Roubaix                |